# The Cherrytree Sessions
EPs par Lady Gaga
Hitmixes
The Cherrytree Sessions est le premier maxi (EP) de l’artiste américaine Lady Gaga. Il est sorti le 3 février 2009 et contient deux chansons interprétées en direct lors d’une fête organisée par Cherrytree Records, plus connue sous le nom de The Cherrytree House, ainsi qu’un remix de Eh, Eh (Nothing Else I Can Say) exécuté au piano électronique et instrumenté par des sonorités de beatboxing. Le maxi est tout d’abord sorti sous format physique uniquement dans les librairies Borders et via les plateformes de téléchargement légal, puis sa sortie physique s’est élargie internationalement dans tous les magasins en août 2010. Une vidéo des performances en direct des chansons présentes dans le maxi est publiée sur le website de Cherrytree Records. Celui-ci reçoit de la plupart des critiques des notes positives, qui saluent ses habiletés vocales.

## Développement et composition
Une vidéo de la visite de Gaga à la The Cherrytree House est publiée sur le website du Cherrytree Records. L'extrait commence avec une scène montrant Gaga et Space Cowboy faisant une apparition surprise dans le bureau du PDG du label, Martin Kierszenbaum. Après avoir discutée de ses voyages à travers le monde, Gaga interprète au piano une version acoustique de Brown Eyes, la même que celle chantée pour Kierszenbaum la première fois que lui et Gaga se sont rencontrés. Par la suite, elle et Space Cowboy interprètent une version au clavier de Just Dance, avant que finalement Gaga joue une adaptation acoustique de Poker Face. The Cherrytree Sessions est tout d’abord publié sous format numérique en Amérique du Nord puis un mois plus tard en format physique, uniquement aux États-Unis dans les librairies Borders,. En décembre 2010, une version japonaise du maxi, incluse dans la compilation The Singles, est publiée. Celle-ci contient, en plus des trois pistes habituelles, la chanson Christmas Tree. Deux des chansons du maxi, Poker Face et Just Dance, continent de nombreuses notes et influences europop.

## Accueil critique et performance dans les hit-parades
Mark Beech du Bloomberg LP donne une note positive à The Cherrytree Sessions, lui accordant trois étoiles sur cinq. Il salue les habilités vocales de Gaga et note que le maxi « démontre que Gaga n’est pas simplement un produit commercial qui s’amuse à montrer son corps avec des minijupes et des soutiens-gorges enflammés ». Simon Gage du Daily Express exprime lui aussi un avis positif par rapport au maxi, lui donnant une note de quatre étoiles sur cinq, avouant son étonnement quant à la forte voix de Gaga. Il déclare que le talent de Gaga « est souvent caché sous d’ignobles titres europops », ajoutant que « les versions de Poker Face et Just Dance présentes dans le maxi donne plus de chances à la voix de Gaga de s’épanouir et d’être reconnue à sa juste valeur, tout comme les pistes concernées ». Le 20 août 2010, The Cherrytree Sessions se classe pour la première fois dans le Mexican Album Chart, le palmarès mexicain, au 45e rang. La semaine suivant son arrivée, le maxi touche le 32e échelon avant de descendre jusqu’à la 82e position puis d’être exclu du hit-parade. Dans la semaine du 11 octobre 2010, il fait une légère réapparition dans le palmarès, cette fois-ci à la 94e place, totalisant ainsi huit semaines dans le Mexican Albums Chart. Selon Nielsen Soundscan, le maxi s’est vendu à 9000 exemplaires aux États-Unis,.

## Liste des pistes
Toutes les chansons sont écrites par Lady Gaga ; Informations additionnelles ci-dessous.
| No | Titre                                                                     | Auteur              | Producteur(s)               | Durée |
| -- | ------------------------------------------------------------------------- | ------------------- | --------------------------- | ----- |
| 1. | Poker Face (Piano & Voice Version) (Live at The Cherrytree House)         | RedOne              | Martin Kierszenbaum         | 3:38  |
| 2. | Just Dance (Stripped Down Version) (Live at The Cherrytree House)         | Aliaune Thiam       | RedOne, Martin Kierszenbaum | 2:05  |
| 3. | Eh, Eh (Nothing Else I Can Say) (Electric Piano & Human Beat Box Version) | Martin Kierszenbaum | Martin Kierszenbaum         | 3:03  |

| 4. | Christmas Tree | Rob Fusari | Martin Kierszenbaum, Space Cowboy | 2:26 |

## Crédits
| - Lady Gaga – Écriture - Mary Fagot – Direction artistique - Vincent Herbert – Production, A&R - Martin Kierszenbaum – Écriture, Production, A&R | - Meeno – Photographie - RedOne – Écriture, Production - Aliaune Thiam – Écriture - Tony Ugval – Ingénierie audio, Mixage Source |

## Classements
| Pays    | Position | Temps au hit-parade | Certification |
| ------- | -------- | ------------------- | ------------- |
| Mexique | 32e      | 8 semaines          |               |

## Historique des sorties
| Pays                           | Date           | Format                       | Label                                        |
| ------------------------------ | -------------- | ---------------------------- | -------------------------------------------- |
| Canada                         | 3 février 2009 | Téléchargement numérique     | Universal Music                              |
| États-Unis                     | 3 février 2009 | Téléchargement numérique     | Interscope, Streamline, Kon Live, Cherrytree |
| États-Unis (Borders seulement) | 3 mars 2009    | CD                           | Interscope, Streamline, Kon Live, Cherrytree |
| Allemagne                      | 3 août 2010    | CD                           | Interscope, Streamline, Kon Live, Cherrytree |
| France                         | 3 août 2010    | CD                           | Interscope, Streamline, Kon Live, Cherrytree |
| États-Unis                     | 3 août 2010    | CD                           | Interscope, Streamline, Kon Live, Cherrytree |
| Canada                         | 10 août 2010,  | CD                           | Universal Music                              |
| Mexique                        | 10 août 2010,  | CD, Téléchargement numérique | Universal Music                              |